# 野口恵
野口 恵（のぐち めぐみ、1986年3月24日 - ）は、日本のフリーアナウンサー。西日本放送の元アナウンサーで、プロサッカークラブ「東京ヴェルディ1969」のチームスタッフメンバーを務めていた。

## 経歴・人物
成城大学時代、第2日本テレビ第3期専属女子アナに選ばれ、日本テレビ『Oha!4 NEWS LIVE』に「Oha!4 JD」として出演した。
成城大学卒業後の2008年4月に西日本放送へ入社。同期入社は磯部恵美と菊池優（2人とも2012年3月までに他局へ移籍）。
2008年8月からは、RNCの2代目地上デジタル推進大使（初代は植村智子）に就任している。
2012年4月1日、同局を退社。その後、東京ヴェルディ1969に入社し、『FOOT×BRAIN』（テレビ東京、2013年5月25日放送）で、東京ヴェルディのスタッフとして勤務している様子が放送された。
また、ヴェルディ職員時代から日テレ・ベレーザのホームゲームの際にはインタヴュアーを務め、ヴェルディ職員を辞してからもベレーザのホームゲームの場内アナウンスを担当している。
2016年に東京ヴェルディ1969を退職し、ニチエンプロダクションに所属してフリーアナウンサーとして活動を再開している。
私生活では結婚しており、二人の男児の母でもある。
趣味はマラソン。学生時代にホノルルマラソンに4回連続で参加している。

## 過去の担当番組

### フリーアナウンサー転向以後
- 「スカサカ! ライブ」（スカパー!、副編集長【MC】2017年3月～2018年3月）

### 西日本放送時代

#### テレビ
- RNC News リアルタイム（水・木曜、お天気コーナー）
- ドリーマーズ　～地方時代のリーダー達～
- 女子アナの深夜はおまかせ!（2010年1月14日 - 9月29日）
- みどころラン（月～木）
- 教えて☆地デジ
- RNC news every.（月曜コーナー 特選うどん遍路）
- シアワセ気分!
- RNCニューススポット

#### ラジオ
- こんにちは香川県です
- RNC TODAY（木・金曜）

#### 学生時代
- 第2日本テレビ
- Oha!4 NEWS LIVE（2007年1月～2008年1月2日）
- もっと!Oha!4 JD隊

## 関連人物
- 平松千花（元テレビ山梨アナウンサー、「Oha!4 JD」で同期）